# TSV Flöha
Der Turn- und Sportverein Flöha 1848 e.V. ist ein deutscher Sportverein mit Sitz in der sächsischen Stadt Flöha im Landkreis Mittelsachsen.

## Geschichte

### Gründung
Das Gründungsjahr 1848 deutet auf die Vereinigte Turngemeinde zu Flöha hin. Dessen Mitglieder schlossen sich den Freischärlern während der Deutschen Revolution an. Nach einem Rückzug im Frühjahr 1849 zogen sich auch deren Mitglieder zunächst zurück. Es erfolgte eine Wiedergründung am 4. Juli 1868 als Flöhaer Turnverein. Durch Streitigkeiten innerhalb des Vereins spaltet sich im Jahr 1891 der Turnerbund Flöha vom Verein ab, aus logistischen und finanziellen Gründen kam es 1905 wieder zum Zusammenschluss, welcher dann als Vereinigte Turnerschaft zu Flöha auftrat. Dieser Verein existierte bis zum Ende des Zweiten Weltkriegs.

### Nachkriegszeit bis heute
1946 entstand die SG Flöha und nahm so auch an der sächsischen Landesmeisterschaft 1948/49 teil. In der Staffel 2 des Bezirks Chemnitz erreichte die Mannschaft mit 14:26 Punkten den siebten Platz. Seit 1951 hieß die Vereinigung BSG Einheit Flöha, woraus 1991 der TSV Flöha 1848 wurde.

## Abteilungen

### Fußball
Nach der Saison 1948/49 sind weitere Positionierungen der ersten Mannschaft unbekannt. 2003/04 belegte die Mannschaft in der Bezirksklasse Chemnitz mit 34 Punkten den neunten Platz und ähnlich auch in den folgenden Jahren. Zur Saison 2010/11 wurde die Klasse Chemnitz zu einer Staffel innerhalb der Bezirksklasse Sachsen und 2011/12 daraus die Mittelsachsen-Liga gebildet. Hier erreichte die Mannschaft mehrfach obere Plätze. 2015/16 gelang der Aufstieg in die Landesklasse Mitte, aus der man mit 23 Punkten und Platz 13. Platz direkt wieder abstieg. In der Mittelsachsen-Liga 2017/18 erreichten sie als erste Mannschaft 50 Punkte nach der Spielzeit 2017/18 erstmals dann auch eine Meisterschaft mit 50 Punkten, stieg jedoch nicht auf und verblieb dort bis heute.